# ベルトラン (トゥールーズ伯)
ベルトラン（フランス語：Bertrand de Toulouse, 1065年ごろ - 1112年4月21日）は、トゥールーズ伯（在位：1095/1105年 - 1108年）および初代トリポリ伯（在位：1109年 - 1112年）。

## 生涯
ベルトランはトゥールーズ伯レーモン4世の長男である。父レーモン4世が1095年に第1回十字軍に参加した後から、ベルトランがトゥールーズを統治した。1098年から1100年まで、ベルトランは従姉妹フィリッパとその夫アキテーヌ公ギヨーム9世によって追放され、フィリッパらはトゥールーズに入りこれを手に入れた。その後、1100年にギヨーム9世の聖地に向けての遠征に資金を提供するため、フィリッパとギヨーム9世はトゥールーズを抵当としてベルトランに返却した。1105年に父レーモン4世が死去したためベルトランは正式にトゥールーズ伯となり、1108年にベルトランはトリポリも支配下に置くため同地に向かった。1109年にレーモン4世の甥サルダーニャ伯ギヨーム・ジュルダンを名目上のトリポリ伯の位から追放し、エルサレム王ボードゥアン1世およびジェノヴァ艦隊とともに7月12日にトリポリを手に入れた。
ベルトランは1095年6月にブルゴーニュ公ウード1世の娘エレーヌと結婚した。
ベルトランは死去する1112年までトリポリを支配した。息子ポンスがベルトランの跡を継いでトリポリ伯となり、ベルトランの異母弟アルフォンス・ジュルダンがトゥールーズ伯となった。しかしこのときにトゥールーズは再びフィリッパとギヨーム9世が手に入れた。